# Instituto Histórico e Geográfico Paraibano
O Instituto Histórico e Geográfico Paraibano, também conhecio pelo acrônimo IHGP, é uma instituição tem por finalidade promover e divulgar no âmbito do estado da Paraíba estudos, pareceres e pesquisas de história e geografia, bem como suas ciências auxiliares e correlatas, contribuindo para um melhor conhecimento da realidade do estado.
Foi criado em 7 de setembro de 1905 em reunião solene presidida pelo então governador da Paraíba Álvaro Lopes Machado e teve como primeiro Presidente foi o deputado Francisco Seráfico da Nóbrega.

## Localização e dependências
O IHGP possui sede própria, situada na rua Barão do Abiaí, 64, Centro, João Pessoa, Paraíba. Ali se encontram instalados o auditório Humberto Nóbrega, o Museu Ernani Sátyro, o Arquivo Flavio Maroja e a Biblioteca Irineu Pinto, a qual possui variado acervo de obras, compreendendo livros, jornais e manuscritos, entre outros. A seção de obras raras abriga importantes títulos relacionados à História da Paraíba.

## Atuação e publicações
Mais antiga instituição em funcionamento na Paraíba, o IHGP realiza estudos nas áreas de história, geografia, sociologia, antropologia, arqueologia, ecologia política e economia. O intituto publica uma revista em que são divulgados os resultados de suas pesquisas e discursos de posse de seus associados, assim como um boletim informativo.
No relatório apresentado na sessão magna de 7 de setembro de 1908, quando da publicação da primeira edição da revista do instituto em 1909, o então presidente Flávio Maroja declarou:
Busquemos, cavemos, onde quer que eles se achem sepultados, esses preciosos documentos elucidativos da Paraíba, desde os tempos primitivos. (...) O Instituto Histórico e Geográfico Paraibano é fonte de vida da terra natal, onde as gerações futuras possam conhecer e aquilatar do nosso passado, rendendo justas homenagens aos vultos eminentes e admirando os feitos heroicos de quantos colaboraram nesse edifício que a nossa tenacidade e a perseverança teimam agora em rearquitetar (...)
Pelo fato de a história paraibana ter estado ligada intimamente à historiografia de Pernambuco, o Instituto Arqueológico, Histórico e Geográfico Pernambucano foi por muito tempo o principal interlocutor do diálogo dos historiadores do IHGP.